# Breaking nos Jogos Olímpicos de Verão de 2024
As competições de breaking nos Jogos Olímpicos de Verão de 2024 ocorreram entre 9 e 10 de agosto na Praça da Concórdia, marcando a estreia oficial do esporte no programa e a primeira modalidade de dança esportiva a aparecer na história dos Jogos Olímpicos de Verão.
Após sua estreia bem-sucedida nos Jogos Olímpicos de Verão da Juventude de 2018 em Buenos Aires, o breaking foi confirmado como um dos quatro esportes adicionais aprovados para Paris 2024, junto com skate, escalada esportiva e surfe. Por não ser um esporte permanente, o breaking não foi incluído no programa dos Jogos Olímpicos de Verão de 2028, em Los Angeles, sendo esta sua única aparição olímpica.

## Qualificação
Um total de 32 vagas (dezesseis por gênero) estão disponíveis para breakdancers qualificados para competir pelas medalhas inaugurais da modalidade. Os Comitês Olímpicos Nacionais poderiam inscrever no máximo quatro competidores (dois por gênero) em dois eventos de medalha.
Mais de oitenta por cento das vagas totais foram atribuídas através de um processo de qualificação tripartido. Primeiro, o Campeonato Mundial da WDSF de 2023, entre 23 a 24 de setembro em Leuven, Bélgica, premiou os campeões de cada gênero com uma vaga direta para Paris 2024. Em segundo lugar, um quinteto de vagas foi atribuído ao breakdancer elegível de melhor classificação (um b-boy e uma b-girl) competindo em cada um dos encontros continentais designados (África, Américas, Ásia, Europa e Oceania), respeitando o limite de dois competidores por CON. Os breakdancers restantes tiveram a oportunidade final de reservar suas vagas por meio de uma série de qualificação olímpica de quatro meses, realizada entre março e junho de 2024 em vários locais do mundo.
A nação sede, França, teve uma vaga reservada em seus respectivos eventos, enquanto mais quatro vagas (duas por gênero) foram atribuídas por meio de um convite de universalidade. Para se ter direito a vaga pelo princípio da universalidade, os breakdancers deveriam terminar entre os 32 primeiros de seus respectivos eventos nas classificações finais da Série de Qualificação Olímpicas de quatro meses. Uma vaga extra no evento feminino foi outorgada para a Equipe Olímpica de Refugiados, totalizando 33 competidores em Paris.

## Formato da competição
A competição teve dois eventos de medalha baseados em gênero (um para homens e outro para mulheres), onde dezesseis b-boys e dezesseis b-girls competiram entre si em batalhas solo. Cada breakdancer incorporou e adaptou uma vasta combinação de movimentos de dança poderosos, nomeadamente moinhos de vento, seis passos e congelamentos, improvisando ao ritmo das faixas do DJ numa tentativa de acumular as pontuações dos juízes. O breakdancer com o maior número de pontos marcados pelos juízes sobre seu oponente em uma batalha solo avança para a próxima rodada até que os medalhistas fossem conhecidos.

## Calendário
O breaking foi disputado em dois dias, se iniciando com a competição feminina em 9 de agosto e se encerrando com a masculina no dia seguinte. A sessão vespertina começou às 16:00 no horário local (UTC+2) e a sessão noturna às 20:00 locais.
| Q | Qualificatória | F | Final |

| DataEvento | Sex 9 ago | Sex 9 ago | Sáb 10 ago | Sáb 10 ago |
| ---------- | --------- | --------- | ---------- | ---------- |
| B-Boys     |           |           | Q          | F          |
| B-Girls    | Q         | F         |            |            |

## Nações participantes
Ao todo, 16 CONs enviaram seus breakdancers qualificados. Entre parênteses encontra-se representada a quantidade de competidores.
- AUS Austrália (2)
- CAN Canadá (1)
- KAZ Cazaquistão (1)
- CHN China (3)
- KOR Coreia do Sul (1)
- EOR Equipe Olímpica de Refugiados (1)
- USA Estados Unidos (4)
- FRA França (4)
- ITA Itália (1)
- JPN Japão (4)
- LTU Lituânia (1)
- MAR Marrocos (2)
- NED Países Baixos (3)
- POR Portugal (1)
- TPE Taipé Chinês (1)
- UKR Ucrânia (3)

## Medalhistas
| Evento           | Ouro                              | Prata                               | Bronze                                    |
| ---------------- | --------------------------------- | ----------------------------------- | ----------------------------------------- |
| B-Boys detalhes  | Philip Kim Phil Wizard CAN Canadá | Danis Civil Dany Dann FRA França    | Victor Montalvo Victor USA Estados Unidos |
| B-Girls detalhes | Ami Yuasa Ami JPN Japão           | Dominika Banevič Nicka LTU Lituânia | Liu Qingyi 671 CHN China                  |

## Quadro de medalhas
| Ordem | País               | Medalha de ouro | Medalha de prata | Medalha de bronze |   | Ordem por total |
| ----- | ------------------ | --------------- | ---------------- | ----------------- | - | --------------- |
| 1     | CAN Canadá         | 1               |                  |                   | 1 | 1               |
|       | JPN Japão          | 1               |                  |                   | 1 | 1               |
| 3     | FRA França         |                 | 1                |                   | 1 | 1               |
|       | LTU Lituânia       |                 | 1                |                   | 1 | 1               |
| 5     | CHN China          |                 |                  | 1                 | 1 | 1               |
|       | USA Estados Unidos |                 |                  | 1                 | 1 | 1               |
| TOTAL | TOTAL              | 2               | 2                | 2                 | 6 | —               |